# Braga Pinheiro
Jorge Braga Pinheiro (Porto Alegre, 24 de março de 1899 — ?)  foi um médico e político brasileiro.
Filho de Ariovaldo de Miranda Pinheiro e Umbelina Braga Pinheiro. Formado em medicina, foi diretor da Saúde Pública municipal de Porto Alegre, diretor geral da Secretaria de Estado dos Negócios da Saúde do Rio Grande do Sul e diretor-geral dos Servidores de Biometria do Estado do Rio Grande do Sul.
Foi senador de 1950 a 1951 e vereador de 1956 a 1959.